# Shirley Waldemar Baker
Shirley Waldemar Baker (1836 - 16 de novembro de 1903) foi uma missionária metodista em Tonga. Ele foi o fundador da Igreja Livre de Tonga, fazendo uma cisão junto a Igreja Metodista, e desfrutou de influência significativa durante o reinado de George Tupou I, que o fez primeiro-ministro em 1880.
Em 1860, Baker foi ordenado ministério Wesleyano para ir a Tonga como missionário. Surgiu um desacordo com as autoridades wesleyanas em Sydney em 1879, e Baker fundou um órgão independente e separado chamada de "Igreja Livre de Tonga" alguns anos depois.
Após esse desentendimento em 1879, Baker retornou a Tonga no ano seguinte, sendo colocado no cargo de primeiro-ministro pelo rei Tupou I e renunciou ao ministério Wesleyano. Sob sua administração, as finanças tonganesas foram reorganizadas, as leis de terra foram revisadas e um sistema nacional de educação foi criado. Uma disputa se desenvolveu com os Wesleyanos que teve seu auge no ano de 1885, quando Baker estabeleceu a Igreja Livre de Tonga, sem o controle australiano. 
O rei ordenou que todos os tonganeses se juntassem à nova igreja; aqueles que se recusaram foram espancados por seus chefes e despojados de seus bens. Em 1887, foi feita uma tentativa de atentado contra a vida de Baker. Os distúrbios sociais levaram à um aumento da intervenção britânica em Tonga, sendo que em 1890 o alto comissário Sir John Thurston ordenou a deportação de Baker.
Baker foi deportado para Auckland, Nova Zelândia e retornou a Tonga em 1897. Com a morte do rei Tupou I perdeu toda sua influencia e força politica e religiosa. Morreu em idade avançada em 16 de novembro de 1903 na ilha de Haʻapai. 